# Eresus semicanus
Eresus semicanus är en spindelart som beskrevs av Simon 1908. Eresus semicanus ingår i släktet Eresus och familjen sammetsspindlar.
Artens utbredningsområde är Egypten. Inga underarter finns listade i Catalogue of Life.